# كريستينا روسيتي
كريستينا جيورجينا روسيتي (5 ديسمبر 1830-29 ديسمبر 1894) هي شاعرة إنجليزية كتبت مجموعة من القصائد المتنوعة الرومانسية، والتعبدية، وقصائد أخرى في شعر الأطفال، وقد اشتهرت بعدة قصائد منها قصيدة «سوق العفاريت» وقصيدة «تذكّر» وترنيمة عيد الميلاد «في منتصف الشتاء البارد».

## النشأة والتعليم
وُلِدت كريستينا روسيتي في شارع شارلوت (المسمى الآن بشارع هالام 105) في لندن، والد كرستينا جبرايل روسيتي رسام ومنفي سياسيا من فاستو المنطقة الإيطالية [[|أبروتسو]] [العربية]، والدتها فرانسيس بوليدوري شقيقة جون ويليام بوليدوري الصديق المُقرب للشاعر البريطاني اللورد بايرون، وكان أيضا الطبيب المعالج له. ولدى كريستينا شقيقان وشقيقة: دانتي روسيتي فنان مؤثر وشاعر، في حين امتهن ويليام وماريا روسيتي الكتابة. ولقد كانت كريستينا -الأًصغر بين اخوانها- طفلة مرحة. وقبل أن تتعلم كريستينا الكتابة، أهدت أول قصة لوالدتها.
ولقد تلقت روسيتي تعليما منزليا على يد والديها، حيث درست كريستينا المواضيع الدينية، والكلاسيكية، والحكايات، والروايات. وقد أُعجبت كرستينا بأعمال جون كيتس ووالتر سكوت وآن رادكليف وأعمال ماثيو لويس. وكانت لأعمال دانتي أليغييري و بترارك وغيرهم من الكتاب الإيطاليين التأثير الكبير في حياة كريستينا وكتاباتها لاحقا. فكان بيت روسيتي يستقبل الباحثين والفنانين والثوار. ويقع منزل عائلة روسيتي في منطقة بلومزبري [العربية] في لندن في الجادة 38 ومن ثم جادة 50 في شارع شارلوت والذي يقع بالقرب من متحف الشمع المسمى بمتحف مدام توسو، وكما هو قريب من حديقة لندن للحيوانات [العربية] والمنتزه الملكي الذي افتتح قريبا المسمى بـ ريجنت بارك والذي كانت تتردد عليه كريستينا، وعلى عكس والديها كانت كريستينا طفلة لندنية سعيدة.
وفي عام 1840م واجهت عائلتها بعض المشاكل المادية وذلك بسبب التدهور البدني والعقلي الذي تعرض له والدها. ومن ثم في عام 1843م تم تشخيصه ب التهاب الشعب الهوائية [العربية] واحتمالية الإصابة بالسل وحينها بدأ في فقدان بصره وتخلى عن عمله كمدرس في كلية الملك. وعلى الرغم من أنه عاش إحدى عشرة سنة أخرى بعد ذلك، إلا أنه عانى من الاكتئاب ولم يستعد صحته البدنية أبدا.

 
وبدأت والدة كريستينا بالتدريس للحفاظ على أسرتها من الفقر. وعملت ماريا كمربية وقد أفزعت هذه الفكرة كريستينا. في حين عمل أخيها ويليام في مكتب الضرائب وعمل جبرايل في مدرسة الفنون، مما زاد من عزلة كريستينا. وحينما بلغت الرابعة عشر من عمرها عانت كريستينا من انهيار عصبي وتركت الدراسة. وتبع هذا الانهيار نوبات اكتئاب [العربية] وأمراض مصاحبة له. وفي نفس تلك الفترة أًصبحت كل من والدتها وشقيقتها مهتمات بشكل كبير بـ الحركة الانكلو كاثوليكية [العربية] التي ظهرت في الكنيسة الإنكليزية. وكان لهذا الورع الديني الأثر الكبير على حياة روسيتي.

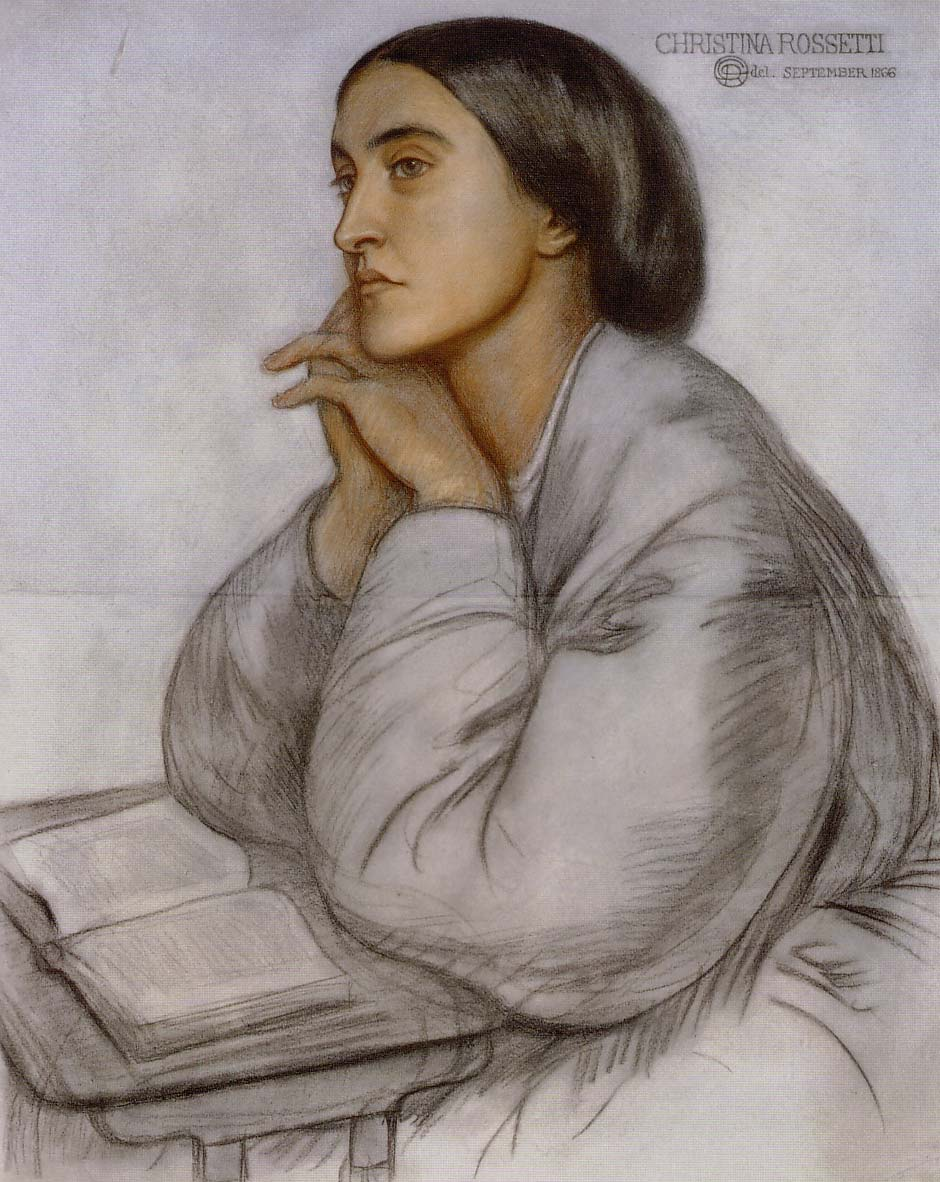
لوحة كريستينا روسيتي رسمها الرسام دانتي غابريل روسيتي

وارتبطت كريستينا في آخر سنوات مراهقتها بالرسام جايمس كولينسون، وكان جايمس أول المتقدمين لخطبة كريستينا، وكما كان جايمس ودانتي وويليام روسيتي من أول الأعضاء المؤسسين للمجموعة الفنية للفن الحديث "اخوية ماقبل الرفائيلية [العربية]" والتي أُسست عام 1848م. وفي عام 1850م، تم فسخ خطوبة جايمس وكريستينا وذلك بسبب رجوعه للمذهب الكاثوليكي. ومن ثم ارتبطت باللغوي تشارلز كيلي، ولكنها رفضت الزواج به لأسباب دينية. وجاء عرض الزواج الثالث من الرسام جون بريت [العربية] والذي رفضته أيضا.
وقد رسم دانتي روسيتي كريستينا في أكثر لوحاته شهرة، فقد كانت العارضة في أول لوحاته الزيتية لمريم العذراء. وكانت لوحة «طفولة مريم العذراء» أول لوحة ينقش عليها الأحرف الأولى (PRB)، وتوضح لاحقا أنها تشير إلى الأحرف الأولى من رابطة الشعراء والرسامين «ما قبل الرفائيلية».
قام دانتي في العام التالي بجعل كريستينا عارضة للوحته التصويرية ل عيد البشارة [العربية] المسماة ب«ايكي انكيلا دوميني». كما قد إستُوحَت لوحة الرسام فرناند كنوف «سأغلق بابي على نفسي» من بيت من قصيدة كريستينا «من سينقذني؟». ومرضت بشدة مجددا في عام 1849م حيث عانت من الاكتئاب، وفي وقت لاحق عام 1857م مرت بأزمة دينية كبرى.

## المهنة

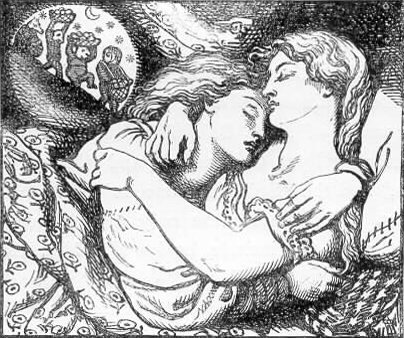
غلاف كتاب سوق العفاريت وقصائد أخرى عام1862م رسمه الفنان دانتي غابريل روسيتي

بدأت كريستينا منذ عام 1842م بكتابة وتدوين قصائدها، حيث احتذت بشعرائها المفضلين. وفي عام 1847م بدأت كريستينا بتجربة أوزان مختلفة لشعر مثل: السوناتات [العربية] (أغنية قصيرة تتألف من أربعة عشر بيتًا)، والتراتيل، والقصائد القصصية الغنائية. كما قامت بتصوير روايات من الإنجيل والقصص الشعبية وحياة القديسيين. وكان طابع أعمالها الأولى يتسم بالتأمل في الموت والخسارة بلمحة رومانسية. وفي عام 1848م حينما بلغت كريستينا الثامن عشر من عمرها، نشرت أول قصيدتين لها بعنوان (برودة الموت في الوسط)، وقصيدة (برودة القلوب في الوسط) في مجلة أثنيوم البريطانية باسم «إلين آلن». كما شاركت في المجلة الأدبية ذا جيرم التي نشرها اخوية ماقبل الرفائيلية من يناير إلى أبريل لعام 1850م، وقام أخوها ويليام بالتحرير في المجلة، وكانت هذه نقطة البداية لكريستينا للظهور للعلن.
و أكثر أعمال كريستينا شهرة «سوق العفاريت» وغيرها من القصائد التي نُشرت في عام 1862م حين كانت في العقد الثالث من عمرها. ولاقت قصائدها نجاحا واسعا، وتم اعتبارها شاعرة عصرها الأولى. ولقد أشاد كل من هوبكينز [العربية] وسوينبرن وتنيسون [العربية] بعملها. ومع موت باريت براونينغ [العربية] في عام 1861م أُعتبرت روسيتي الخليفة لها. عنوان قصيدة «سوق العفاريت» كان أكثر أعمال روسيتي شهرة وانتشارا. وعلى الرغم من أن القصيدة تدور ظاهريا حول مغامرات شقيقتين مع العفاريت إلا أنها لاقت انتقادات مختلفة مثل أن القصيدة رمز للإغراء والخلاص، كما أنه عمل يسجل بعض الأحداث كدور الجنس الفيكتوري [العربية] ووكالة الإناث، كما أنه عمل يتحدث عن الرغبة الشهوانية والفداء الجماعي.
كانت روسيتي عاملة متطوعة في القديسة مريم المجدلية [العربية] «دار الإحسان» في هايغيت من عام 1859م إلى 1870م وهو ملجأ للمومسات السابقات، ويُرى أن قصيدة «سوق العفاريت» قد تكون مستوحاة من «الخطيّات» وذلك بسبب قربها منهن في ذلك الوقت. وهي قصيدة موازية لقصيدة كولريدج قصيدة «البحار العجوز»، حيث كل من القصيدتين لها تشتركان بالطابع الديني والإغراء والخطيئة والخلاص من المعاناة بالإنابة. وفي عام 1883م أهدى الشاعر سوينبورن [العربية] روسيتي مجموعته «قرن من الراندلز»، وقد تبنت كريستينا هذا الأسلوب الشعري «القصيدة المستديرة أو الراندلز» في مجموعة من قصائِدها مثل قصيدة «زوجة لزوج». على الرغم من رصد الباحثين الطابع النسوي الغالب على شعرها إلا أن لدى كريستينا رأي متباين عن موضوع منح المرأة حق التصويت. كما كانت كريستينا معارضة للـ عبودية [العربية] (في أمريكا الجنوبية)، والقسوة على الحيوانات (في الممارسة السائدة للتجارب على الحيوانات [العربية])، واستغلال الفتيات تحت السن القانوني في البِغَاء [العربية].
أغنية

عندما أموت يا حبيبي

لا تشدُ لي أغنيةً حزينة

أو تزرع الورد على رأسي

ولا شجيرة وارفة الظلال.

كن أنت لي مخضوضر العشب على جسمي

وكن رذاذا وقطرات من ندىً نديّ

وان تشأ ذكراي فاذكرني

وانسني إن شئت أن تنسى.

 

فلن أرى الظلال

لن أحس بالمطر

لن أسمع البلبل

يشدو شدوة الألم

وبينما أحلم في غياهب النسيان

قد أتذكر صدفة

أو صدفة أنسى.
وحافظت روسيتي على دائرة واسعة من الأصدقاء والمراسلين، وتابعت الكتابة والنشر لبقية حياتها حيث ركزت بشكل أساسي على الشعر التعبدي وشعر الأطفال. وفي عام 1892م كتبت روسيتي كتاب «على وجه العمق» وهو كتاب في النثر التعبدي، وأشرفت على إنتاج النسخة الجديدة الموسعة لكتاب «غني أغنية» الذي تم نشره عام1893م.
وفي السنوات التالية من حياة روسيتي، عانت من مرض الدراق الجحوظي [العربية] وتم تشخيصها عام 1872م بهذا المرض بعد أن تعرضت لنوبات خطيرة في بداية عام 1870م. وأصيبت في عام 1893م بـ سرطان الثدي [العربية]، وعلى الرغم من إزالته إلا أنها عانت من ظهوره من جديد في سبتمبر عام 1894م. وقد توفيت كريستينا روسيتي في بلومزبري في 29 من ديسمبر عام 1894م ودُفنت في مقبرة هايغيت [العربية]. وتم نصب لوح تذكاري لكريستينا في ساحة تورينغتون [العربية] في المكان الذي توفت فيه.

## الشهرة
وعلى الرغم من شهرة روسيتي إلا أنها لم تصل لمستوى شهرة إليزابيث باريت براونينغ، إلا أن أعمالها كان لها حضور قوي حتى بعد موتها. وفي بداية القرن العشرين مع ظهور شعر الحداثة اختفت شهرة روسيتي. ووجد الباحثون في شعر كريستينا تأثر كبير بـ فرويد [العربية]، كتناول قصائدها مواضيع الكبت الديني والجنسي، كما تم التوصل من خلال شعرها إلى تفسيرات شخصية عن السيرة الذاتية. وبدأ الأكاديميين بنقد أعمالها مرة أخرى، منطلقين في البحث إلى ما وراء تلك العذوبة الرومانسية الشعرية إلى براعتها في علم العروض ونظم الشعر. فاختارها المؤيدون لحقوق المرأة كرمز لعبقرية الإناث المقيدة، وأُختيرت كشاعرة القرن التاسع عشر.
وأثرت أعمالها بشكل كبير على أعمال بعض الكتاب مثل: فورد مادوكس فورد، وفيرجينيا وولف [العربية]، وجيرارد مانلي هوبكنز [العربية]، وإليزابيث جينينغز، وفيليب لاركن [العربية]. وصرح الناقد باسل دي سيلينكورت قائلا بأن كريستينا: (هي أعظم شاعرة، فبلا مقارنة هي من أعظم الفنانين في هذه الصناعة... فهي تعتبر من أوائل رواد الشعر الإنجليزي الإثني عشر). واشتهرت قصيدة عيد الميلاد «في منتصف الشتاء البارد» وأصبحت معروفة على نطاق واسع بعد وفاتها. ولحنها أولا غوستاف هولست [العربية] كترنيمة عيد ميلاد ومن ثم لحنها هارولد دراك. كما انتشرت قصيدتها «الحب ينزل في عيد ميلاد المسيح» عام 1885م بشكل واسع كترنيمة عيد الميلاد. ويتم تكريم كريستينا روسيتي سنويا في يوم 27 أبريل حسب التقويم الطقسي للكنيسة الأنجليكانية وذلك بإقامة وليمة على شرفها.
وقام الملحن جون ايرلند عام 1918م، بجمع ثماني قصائد من كتاب شعر الأطفال «غني أغنية» في دورته الغنائية «الأم والطفل». كما أن عنوان رواية جوان رولينغ موراي [العربية] "نداء طائر الوقواق [العربية]" مأخوذ من شطر من قصيدة كريستينا «اللحن الحزين».

## الأعمال المنشورة

### المجموعة الشعرية
- الأبيات، لندن: خاص 1847م.[5]
- سوق العفاريت وقصائد أخرى، لندن: ماكملان، 1862م.[5]
  - طبعة الكاتب المعدلة 1876م.
- قصيدة تقدم الأمير وقصائد أخرى، لندن: ماكملان، 1866م.[5]
- قصيدة سوق العفاريت وتقدم الأمير وقصائد أخرى، لندن: ماكملان 1879م.
- غني أغنية: كتاب شعري للأطفال(1872م، 1893م).[6]
- قصيدة الموكب وقصائد أخرى 1881م.
- الأبيات، لندن: جمعية تعزيز المعرفة المسيحية، عام 1893م.[5])
- قصائد جديدة، لندن: ماكميلان 1896م.[5]
- كتاب تاريخ ميلاد روسيتي، لندن: خاص، عام 1896م.[5]
- الأعمال الشعرية من كريستينا جورجينا روسيتي، تم تعديلها بواسطة ويليام مايكل روسيتي، لندن، ماكملان، 1904م.
- قصائد كاملة من كريستينا روسيتي، وتم التعديل بواسطة ريبيكا كرمب. مجموعة كاملة وشاملة مع شرح منشور، في ثلاثة مجلدات. باتون روج: ولاية لويزيانا جامعة أكسفورد، 1979-1985م.
- قصيدة تذكر، 1862م.

### الروايات الخيالية
- المكان المألوف وقصص أخرى، لندن: إليس، 1870م.[5]
- تشابهات الحديث، لندن: ماكميلان، 1874م.[5]

### الروايات الواقعية
- طُلبوا ليكونوا قديسين، لندن: جمعية تعزيز المعرفة المسيحية، 1881م.
- «دانتي وهو إنجليزي كلاسيكي»، مجلة شلِن لرجال الكنيسة وخزينة الأسرة2 (1867م): 200-205.
- «دانتي، الشاعر المصور من قصيدة» القرن (فبراير 1884م): 566-73.
- على وجه العمق، لندن: جمعية تعزيز المعرفة المسيحية، 1893م.
- السعي والبحث: سلسلة مزدوجة من الدراسات القصيرة لدعاء، لندن: جمعية تعزيز المعرفة المسيحية، 1879م.
- الوقت يطير: مذكرة يوميات، لندن: جمعية تعزيز المعرفة المسيحية، 1885م.

ظهر في الموسم الثاني من مسلسل هنترلاند [الإنجليزية] في الحلقة الرابعة، بأن المباحث وجدت أثناء تحقيقها في قضية قتل واختفاء مدرس، بأن المدرس قد تلقى رسائل تحتوي شعر كريستينا روسيتي.